# Suối Hoa (xã)
Suối Hoa là một xã thuộc huyện Tân Lạc, tỉnh Hòa Bình, Việt Nam.

## Địa lý
Xã Suối Hoa nằm ở phía tây bắc huyện Tân Lạc, có vị trí địa lý:
- Phía đông giáp huyện Cao Phong
- Phía tây giáp huyện Mai Châu
- Phía nam giáp xã Mỹ Hòa và xã Phú Vinh
- Phía bắc giáp huyện Cao Phong và huyện Đà Bắc.

Xã Suối Hoa có diện tích 70,70 km², dân số năm 2018 là 3.814 người, mật độ dân số đạt 54 người/km².

## Lịch sử
Địa bàn xã Suối Hoa hiện nay trước đây vốn là hai xã Ngòi Hoa và Trung Hòa thuộc huyện Tân Lạc.
Xã Ngòi Hoa và xã Trung Hòa được thành lập vào ngày 22 tháng 1 năm 1957 trên cơ sở tách một phần diện tích và dân số của xã Mỹ Hòa. Khi mới thành lập, hai xã trực thuộc huyện Lạc Sơn.
Ngày 15 tháng 10 năm 1957, huyện Tân Lạc được thành lập, xã Trung Hòa chuyển sang trực thuộc huyện Tân Lạc. Đồng thời, xã Ngòi Hoa được chuyển về huyện Đà Bắc.
Ngày 28 tháng 2 năm 1985, Hội đồng Bộ trưởng ban hành Quyết định số 56-HĐBT. Theo đó, chuyển xã Ngòi Hoa thuộc huyện Đà Bắc về huyện Tân Lạc.
Đến năm 2018, xã Ngòi Hoa có diện tích 35,90 km², dân số là 1.453 người, mật độ dân số đạt 40 người/km²; xã Trung Hòa có diện tích 35,61 km², dân số là 2.361 người, mật độ dân số đạt 66 người/km².
Ngày 17 tháng 12 năm 2019, Ủy ban Thường vụ Quốc hội ban hành Nghị quyết số 830/NQ-UBTVQH14 về việc sắp xếp các đơn vị hành chính cấp huyện, cấp xã thuộc tỉnh Hòa Bình (nghị quyết có hiệu lực từ ngày 1 tháng 1 năm 2020). Theo đó, sáp nhập toàn bộ diện tích và dân số của hai xã Ngòi Hoa và Trung Hòa thành xã Suối Hoa.